# Карпиловка (Логойский район)
Карпиловка (бел. Карпі́лаўка) — деревня в Логойском районе Минской области Беларуси. В составе Янушковичского сельсовета.

## География
Рядом с деревней расположен дорога Р-58, через деревню пролегает дорога Н-8784.
Ближайшие населённые пункты Павленяты, Хоружинцы и др.

## История
До 1832 года деревня принадлежала Текле Левицкой, тогда это небольшой фольварк. 22 февраля 1832 года Карпиловку купил дед белорусского прозаика Антона Левицкого (Ядвигина Ш.) Франц Левицкий, а в 1880-х годах владельцем стал отец писателя Иван Левицкий, Францев сын.

### Усадьба Левицких
После смерти Ивана Левицкого хозяином Карпиловки становится его сын Антон, позже известный под творческим псевдонимом Ядвигин Ш. В 1897 году он строит здесь новый деревянный дом, с мезонином и верандой, возводит большой на то время сад, привозит экзотические деревья: серебристые тополя, канадские клены, лиственницы и укрывает ими свою усадьбу. Здесь собирается неплохая библиотека, в которой, кроме польских, французских книг, появляются книги и белорусские, и о Беларуси. Имение Ядвигина Ш. часто посещал Янка Купала. Знакомство Купалы и Левицкого началось в 1904 году и длилось много лет. В Карпиловку к Левицкому Купала ходил в гости сначала из застенка Селище, где жили тогда мать и сестры Купалы, а с 1911 года из фольварка Окопы, что в 1,5 км через лесок от Карпиловки. Ядвигина Ш. без преувеличения называют крестным отцом Янки Купалы в литературе.
Весной 1912 года Янка Купала первый раз читал здесь новонаписанную пьесу «Паўлінка». И после смерти хозяина Карпиловки Купала снова посещал этот уютный дом. Янка Купала был крестным отцом внучек А. Левицкого — Люции и Алеси. Приезжал сюда со своей женой, привозил своим крестницам гостинцы.
В Карпиловке гостили Владислав Голубок, Змитрок Бядуля и Максим Богданович.
В 1885 году Карпиловка, деревня бывшая владельческая, при реке Усяже, дворов 2, жителей 18, церковь православная.
В 1908 году в Острошицко-Городецкой волости Минского уезда Минской губернии.

## Население

### Численность
- 2009 год — 1 житель

### Динамика
- 1908 год — 57 жителей, 7 дворов (деревня); 19 жителей, 7 дворов (фольварок)[6]
- 1999 год — 2 жителя (перепись населения)
- 2009 год — 1 житель (перепись населения)[6]

## Улицы
- Солнечная

## Достопримечательность
- На окраине деревни расположены фрагменты усадьбы белорусского прозаика Ядвигина Ш. —  Историко-культурная ценность Республики Беларусь, шифр 613Г000250. Памятный камень на месте усадьбы Ядвигина Ш. Также сохранились фрагменты парка, сада, родник и водная система.
- Рядом с деревней расположены ДОТы.

## Известные лица
- Давидович-Зосин, Сергей Фёдорович (род. 1942) — белорусский поэт и художник-живописец.